# Friends Arena
Friends Arena je víceúčelový stadion sloužící zejména pro fotbal. Nachází se ve Švédsku, ve městě Solně u jezera Råstasjön, poblíž Stockholmu. Otevřen byl v roce 2012. Kapacita diváků při fotbalových zápasech činí 50 653 osob, při koncertech to může být až 65 000 návštěvníků. Na stadionu hraje švédská fotbalová reprezentace a fotbalový klub AIK Stockholm, který se sem přestěhoval ze stadionu Råsunda.